# Barthélémy Étienne Parant
Barthélémy Étienne Parant, né le 26 juillet 1742 à Lesse (Moselle), mort le 17 février 1817 à Saint-Gobain (Aisne), est un général de division de la Révolution française.

## États de service
Il entre en service le 13 juin 1763, au régiment de Foix, et il sert de 1763 à 1765, à Saint-Domingue. Il passe caporal le 1er juillet 1764, sergent le 17 avril 1765, fourrier le 12 mai 1766, et adjudant le 1er juillet 1776. En 1782, il participe à la campagne de Genève, et il est désigné porte drapeau le 8 avril 1785.
Il est nommé lieutenant le 16 septembre 1791 et capitaine le 12 janvier 1792, au 83e régiment d’infanterie.
Il est promu général de brigade le 27 août 1793 à l’armée du Nord, et général de division le 12 novembre 1793. Il commande Arras le 19 janvier 1794, Ypres le 25 juin 1794, Cambrai et Dunkerque le 20 août 1794, puis la 5e division de l’armée du Nord le 5 décembre 1794, avant de cesser ses fonctions le 2 juillet 1795.
Le 13 juin 1795, il n’est pas compris dans la réorganisation des états-majors, et il est réformé le 2 septembre 1795.
Il est admis à la retraite le 31 mars 1796.
Il meurt le 17 février 1817, à Saint-Gobain.

## Sources
- (en) « Generals Who Served in the French Army during the Period 1789 - 1814: Eberle to Exelmans »
- Étienne Charavay, Correspondance général de Carnot, tome 3, imprimerie Nationale, 1897, p. 209.
- (pl) « Napoléon.org.pl »